# Tove Jansson
Tove Marika Jansson (wymowa szwedzka: [ˈtuːve ˈjaːnsɔn] (odsłuchaj) Tove Janssonⓘ, ur. 9 sierpnia 1914 w Helsinkach, zm. 27 czerwca 2001 tamże) – fińska pisarka, malarka, ilustratorka i rysowniczka komiksowa pochodzenia szwedzkiego. Znana jest najbardziej jako autorka ilustrowanych przez siebie książek dla dzieci o Muminkach, które przetłumaczono na ponad trzydzieści języków. Była także autorką książek dla dorosłych, twórczynią dzieł plastycznych (obrazów i fresków) i ilustratorką książek innych autorów. Pisała po szwedzku.

## Życiorys

### Młodość i pierwsze osiągnięcia artystyczne

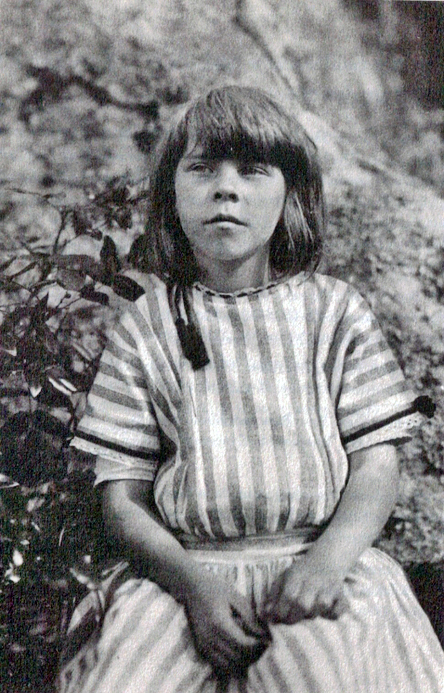
Tove Jansson (1923)

Tove Jansson urodziła się 9 sierpnia 1914 w Helsinkach – do 1917 stolicy Wielkiego Księstwa Finlandii, wchodzącego w skład Imperium Rosyjskiego. Jej ojciec Viktor Jansson (1886–1958) był rzeźbiarzem wywodzącym się z fińskiej mniejszości szwedzkojęzycznej, a matka Signe Hammarsten-Jansson (1882–1970) graficzką i ilustratorką, urodzoną w Szwecji. Tove miała dwóch młodszych braci, którzy również zostali artystami: Per Olov Jansson (1920–2019) fotografem, a Lars Jansson (1926–2000) autorem tekstów i rysownikiem komiksowym . Podczas gdy ich dom znajdował się w Helsinkach, rodzina spędzała okres od końca maja do początku września w wynajętym domku na wyspie Pellinki (szw. Pellinge) w pobliżu Porvoo (szw. Borgå)  .
Tove już od dzieciństwa uwielbiała rysować, a jej rodzice pragnęli, by została artystką. W 1928 jej ilustracje ukazały się w kilku czasopismach, a w 1929 seria obrazkowa w siedmiu odcinkach o dwóch zakochanych larwach wydana została pod tytułem Prickinas och Fabians äventyr przez gazetę dla dzieci „Lunkentus”. Jej rysunki zamieszczało satyryczne pismo „Garm”, gdzie w latach 1929–1953 pojawiło się ponad 500 karykatur i ponad 100 obrazków na okładkę magazynu jej autorstwa. To tam po raz pierwszy na początku lat 40. ukazały się stworzenia podobne do Muminków – Tove nazywała je wówczas „Snorkami”.
Gdy miała 15 lat przeniosła się do Szwecji, gdzie zamieszkała u rodziny matki . W latach 1930–1933 studiowała sztukę w Tekniska skolan (obecnie Konstfack) w Sztokholmie. Po powrocie do Helsinek w latach 1933–1937 uczęszczała do szkoły rysunku przy Ateneum, a w 1938 udała się do Paryża na naukę w École d’Adrien Holy i École des Beaux Arts. W latach 30. podróżowała kilka razy do Niemiec, Włoch i Francji .
W 1933 wystawiła swój pierwszy obraz. W tym samym roku pod pseudonimem Vera Haij wydała Sara och Pelle och neckens bläckfiskar – pierwszą książkę, z własnymi ilustracjami, napisaną w wieku 14 lat. Brała udział w wystawach, m.in. w 1937 w Gildii Artystów w Helsinkach. Na przełomie lat 30. i 40. uważana była za wyróżniającą się fińską artystkę młodego pokolenia  . Pisała w latach 1934–1940 ilustrowane własnoręcznie opowiadania, które publikowano w czasopismach i magazynach bożonarodzeniowych .

### Rozwój kariery

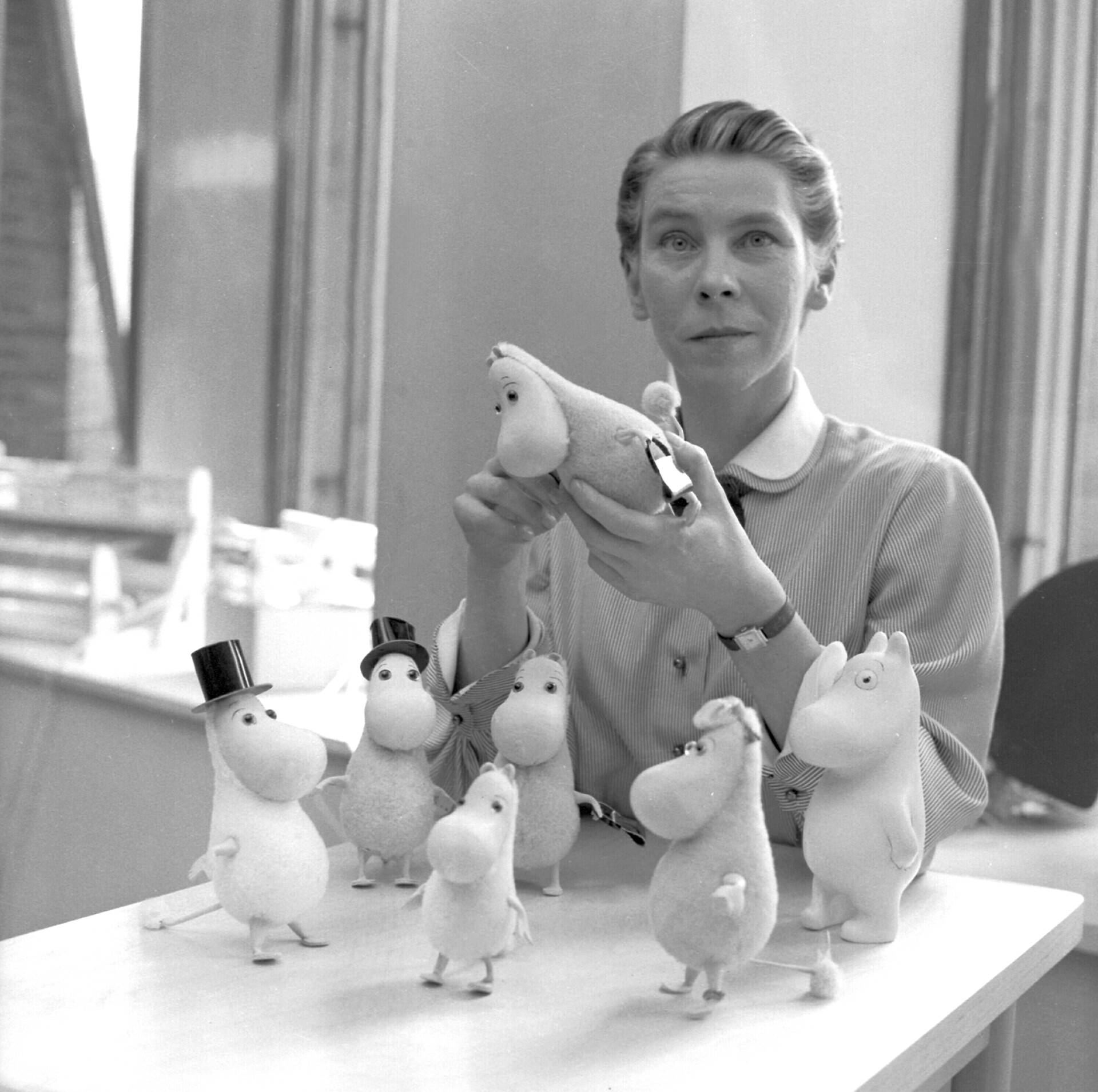
Tove Jansson z figurkami Muminków (1956)

Do 28 roku życia mieszkała w domu rodzinnym . W 1943 odbyła się jej pierwsza indywidualna wystawa – w galerii w Helsinkach, którą prowadził marszand Leonard Bäcksbacka. Jej kolejna wystawa w tej galerii, w 1946, odniosła komercyjny sukces . Wiosną 1944 przeprowadziła się do studia Ullanlinnankatu w Helsinkach, gdzie mieszkała i tworzyła przez 57 lat, do śmierci.
W 1945 pojawił się w księgarniach pierwszy tom cyklu o Muminkach: Małe trolle i duża powódź, wydany zarówno w Helsinkach, jak i w Sztokholmie. Książka nie wzbudziła większego zainteresowania. Pojawiło się ono po dwóch kolejnych częściach: Komecie nad Doliną Muminków (1946), a zwłaszcza po W Dolinie Muminków (1948), kiedy Jansson stała się pisarką znaną i w Finlandii, i w Szwecji.
Od 1947 do 1948 pracowała dla „Ny Tid”, gdzie wydawała co tydzień w odcinkach pierwszy komiks o Muminkach – Muminek i koniec świata, a od 1954 do 1959 przygotowywała komiks Moomin dla „The London Evening News” .
Jansson w dalszym ciągu malowała – uważała się przede wszystkim za malarkę. W 1955 odbyła się jej trzecia wystawa indywidualna w Helsinkach – wówczas chętnie malowała martwą naturę, choć na malowanie miała coraz mniej czasu ze względu na pisanie i ilustrowanie kolejnych książek i komiksów o Muminkach . Jak sama wspominała w czerwcu 1955:

Nie potrafię przypomnieć sobie momentu, kiedy to nastąpiło, kiedy znielubiłam swoją pracę. Jak do tego doszło i co począć, żeby odzyskać ów naturalny zapał? Przez chwilę sądziłam, że pomogą mi te komiksy. Muminek, na wpół zakazane, wdzięczne hobby, seria za serią musi stać się nowym zobowiązaniem. Dlatego też powinnam szukać przyjemności w malarstwie, ale jej nie znajduję. Diabli wiedzą, gdzie się podziała.

Jej malarstwo ewoluowało z czasem, czerpiąc zarówno ze sztuki abstrakcyjnej, jak i figuratywnej – krytyk sztuki Erik Kruskopf określił je jako „wyabstrahowany figuratywizm kolorystyczny”. W 1962 odbyła się kolejna wystawa jej prac w Helsinkach, a rok później w Tampere.
W kolejnych latach wychodziły następne części serii o Muminkach, które ugruntowały jej coraz większą popularność, także poza Szwecją i Finlandią. Serię dziewięciu książek o Muminkach zakończyła wydana w 1970 Dolina Muminków w listopadzie. Autorka po 1968 skupiła się na twórczości kierowanej do dorosłych, pisząc intymne powieści i opowiadania o relacjach międzyludzkich .
W 1978 otrzymała tytuł doctora honoris causa Åbo Akademi. W kolejnych latach wiele podróżowała odwiedzając m.in. Polskę (1978), Włochy (1979), Anglię i Irlandię (1982), Norwegię (1984), Hiszpanię (1985), Japonię (1990). W 1995 otrzymała tytuł profesorski (honorowy).

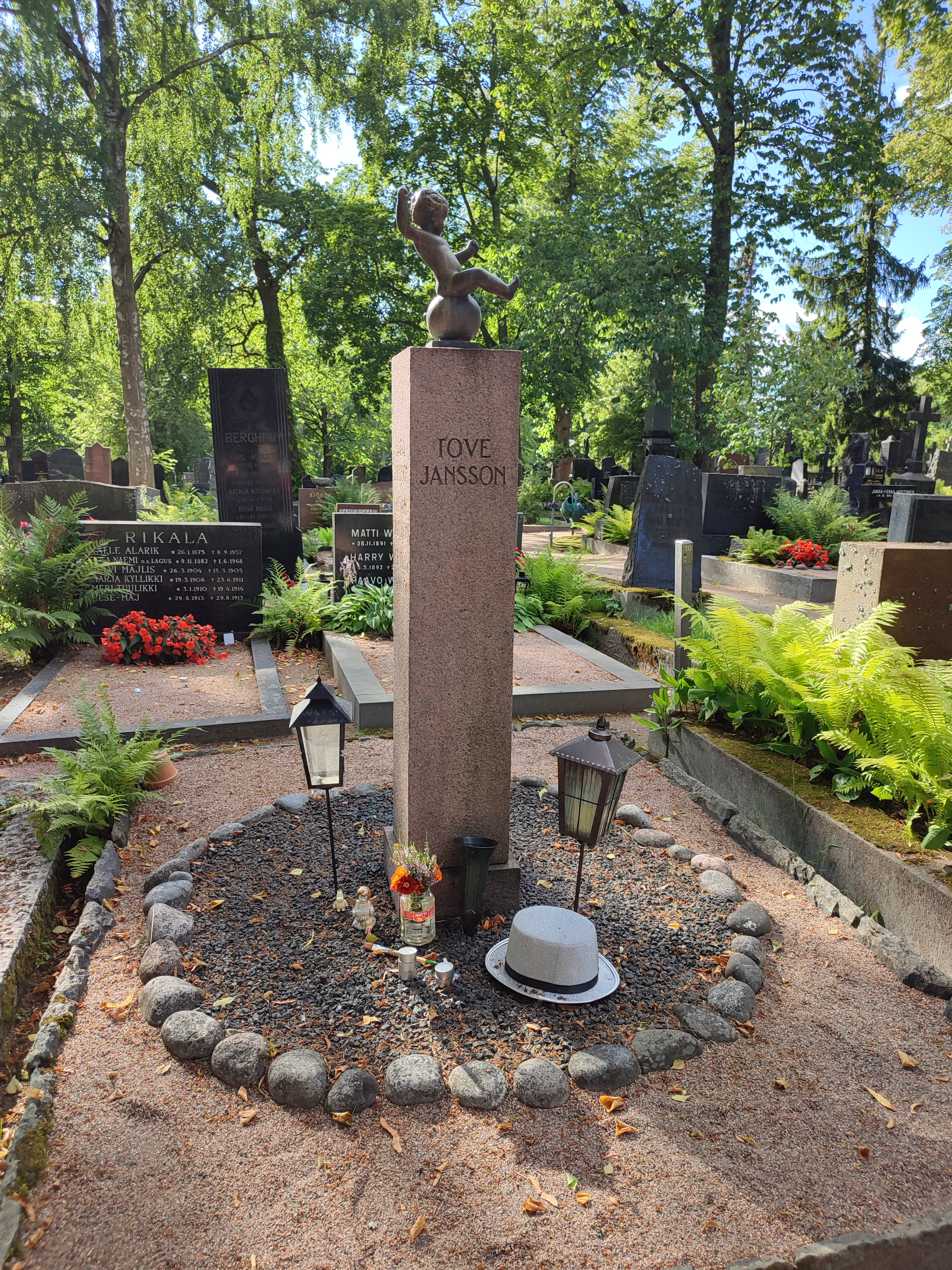
Grób Tove Jansson na Cmentarzu Hietaniemi w Helsinkach

Zmarła 27 czerwca 2001. Pochowana została na cmentarzu Hietaniemi w Helsinkach.

## Życie prywatne
Tove Jansson mieszkała w Helsinkach, ale dużo czasu spędzała poza studiem – począwszy od 1965 przebywała latem w domku na wysepce Klovharu położonej na Zatoce Fińskiej .
W latach 40. była zaręczona z lewicowym dziennikarzem i politykiem Atosem Wirtanenem . Jej partnerką, poznaną w 1955, była przez wiele lat (aż do śmierci) graficzka Tuulikki Pietilä, która była też autorką wielu rysunków do jej książek  . Pietilä była pierwowzorem jednej z postaci z książek Tove Jansson – Too-tiki występującej w Zimie Muminków i Opowiadaniach z Doliny Muminków.

## Charakterystyka i recepcja twórczości

### Książki i komiksy
Książki o Muminkach zostały przetłumaczone na ponad 30 języków i wydane w milionach egzemplarzy. Pierwsza z nich, Małe trolle i duża powódź, napisana częściowo już w czasie wojny radziecko-fińskiej 1939–1940, wydana została w 1945 (wyd. polskie 1995). Sławę przyniosły jej kolejne utwory przedstawiające świat Doliny Muminków. Kometa nad Doliną Muminków, która ukazała się w 1946 (wyd. polskie 1977), odniosła znaczący sukces, podobnie jak kolejne części serii. Dolina Muminków w listopadzie, ostatnia z cyklu, została wydana w 1970 (wyd. polskie 1980). Seria o Muminkach zyskała szczególną popularność dzięki unikatowej atmosferze świata przedstawionego, bezpośredniemu i humorystycznemu językowi, unikaniu moralizatorstwa, a także dzięki ilustracjom autorstwa samej Jansson. Zachowana jest w nich równowaga między światem dorosłych i światem dzieci. Chętnie są czytane nie tylko przez dzieci, ale również przez starszych czytelników. W serii tej doszukiwano się nawiązań do Biblii i inspiracji książkami takimi jak: Alicja w Krainie Czarów Lewisa Carrolla, seria o Tarzanie Edgara Rice’a Burroughsa i Przypadki Robinsona Kruzoe Daniela Defoe  .
W latach 1947–1948 oraz 1954–1959 Jansson tworzyła (niekiedy wspólnie z bratem Larsem Janssonem) komiksy o przygodach Muminków. Później seria była kontynuowana samodzielnie przez Larsa Janssona, który był autorem kolejnych komiksów, wydawanych do 1975.
Jansson była także autorką książek dla dorosłego odbiorcy, takich jak historia jej dzieciństwa Bildhuggarens dotter (1968, wyd. polskie Córka rzeźbiarza, 1999) i zbiory opowiadań Lyssnerskan (1971) oraz Dockskåpet (1978), które jednak nie zdobyły takiego uznania jak seria o Muminkach.

### Listy
Wybranych 160 listów, spośród tych które Jansson pisała do bliskich w latach 1932–1988, opublikowano w 2014 w książce Brev från Tove Jansson (redakcja Boel Westin i Helen Svensson, wyd. polskie Listy Tove Jansson, 2016, przekład z języka szwedzkiego Justyna Czechowska). Najwcześniejsze listy w tym zbiorze pisane były do jej rodziców i młodszych braci (Per Olov Jansson i Lars Jansson). Opublikowano m.in. listy, które pisała na studiach w Sztokholmie oraz za granicą w latach 30. Korespondowała chętnie z osobami bliskimi, którymi były jej wieloletnia partnerka – graficzka Tuulikki Pietilä, fotografka Eva Konikoff, tłumaczka Maya Vanni, publicysta Atos Wirtanen, wydawca Åke Runnquist, dyrektor artystyczna Lilla Teater w Helsinkach Vivica Bandler. Opisywała w nich swoje życie, pracę, plany, nadzieje i niepowodzenia. Wspominała o miłości, przyjaźni, solidarności, także wypowiadała się na temat społeczeństwa, polityki, literatury i sztuki. Listy pisała po szwedzku, czasami dodając słowa lub zwroty po angielsku. Pisała je wyłącznie odręcznie, nigdy na maszynie do pisania. Niekiedy dodawała do nich ilustracje, zwykle przedstawiające ją w różnych sytuacjach. Jansson starała się odpisywać na listy także nieznajomym, a od 1954, kiedy jej twórczość stała się znana, otrzymywała ok. 2 tysiące listów rocznie .

### Obrazy i ilustracje
Jansson była doceniana także jako malarka i ilustratorka. Malowała chętnie autoportrety i karykatury.
Była ilustratorką nie tylko swoich książek, ale także pisanych przez innych autorów, takich jak m.in. Hobbit, czyli tam i z powrotem Tolkiena i Alicja w Krainie Czarów Lewisa Carrolla.

## Nagrody i odznaczenia

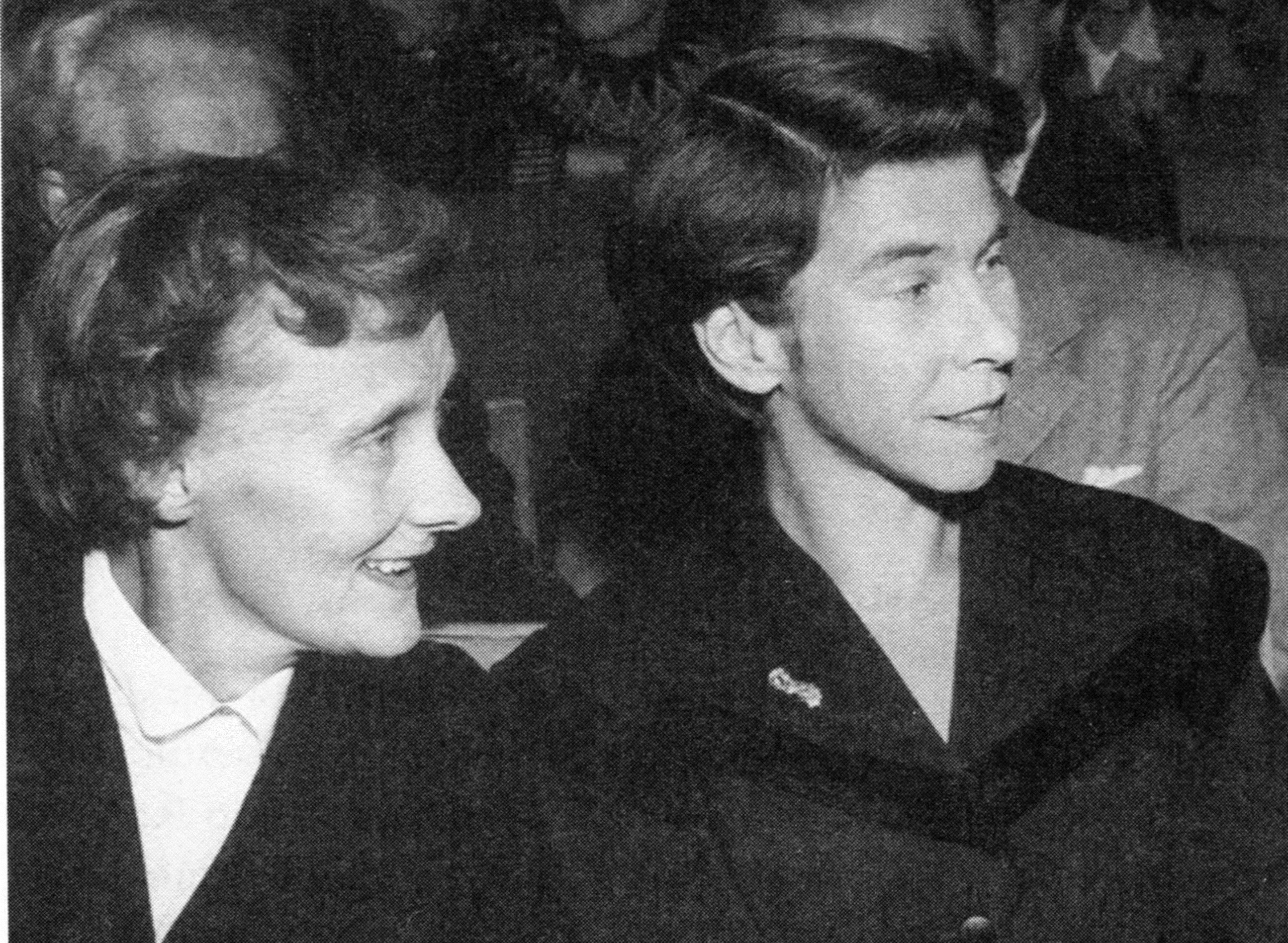
Szwedzka autorka literatury dziecięcej Astrid Lindgren i Tove Jansson (1958)

- W 1952 została uhonorowana fińsko-szwedzką nagrodą literacką przyznawaną przez „Svenska Dagbladet”.
- W 1953 otrzymała medal Nilsa Holgerssona.
- W 1958 otrzymała medal Elsy Beskow w Szwecji i medal Rudolfa Koivu w Finlandii.
- W 1963 dostała nagrodę kulturalną „Stockholms-Tidningen”.
- W 1966 została odznaczona Medalem Hansa Christiana Andersena, przyznawanym przez Międzynarodową Izbę ds. Książek dla Młodych (IBBY) autorom i ilustratorom książek dla dzieci.
- W 1970 otrzymała, wraz z pisarką Astrid Lindgren, wyróżnienie Heffaklumpen, przyznano jej też w tym samym roku Nagrodę Szwedzkiego Towarzystwa Literackiego.
- W 1972 otrzymała Mårbackapriset.
- W 1976 dostała Medal Alberta Gebharda oraz Medal Pro Finlandia.
- 2 grudnia 1976 w Ambasadzie PRL w Helsinkach odebrała z rąk kanclerza Cezarego Leżeńskiego przyznany jej w 1975, na wniosek dzieci, Order Uśmiechu oraz legitymację z numerem 133.
- W 1977 otrzymała Wielką Nagrodę Fundacji do spraw Propagowania Literatury.
- W 1978 przyznano jej Nagrodę Topeliusa oraz Nagrodę Rudolfa Koivu.
- W 1980 została wyróżniona Helsińską Nagrodę Kulturalną.
- W 1972 otrzymała Finlandspriset.
- W 1994 została uhonorowana Nagrodą Akademii Szwedzkiej[27].

## Twórczość

### Muminki
Seria książek o Muminkach składa się z 9 części:
- Małe trolle i duża powódź (Småtrollen och den stora översvämningen, 1945), tłumaczenie polskie Teresa Chłapowska, Wydawnictwo „Nasza Księgarnia”, Warszawa 1995
- Kometa nad Doliną Muminków (Kometjakten, 1946; Kometen kommer, 1968), tłumaczenie polskie Teresa Chłapowska, Wydawnictwo „Nasza Księgarnia”, Warszawa 1977
- W Dolinie Muminków (Trollkarlsen hatt, 1948), tłumaczenie polskie Irena Szuch-Wyszomirska; Wydawnictwo „Nasza Księgarnia”, Warszawa 1964
- Pamiętniki Tatusia Muminka (Muminpappans bravader, 1950; Muminpappans memoarer, 1968), tłumaczenie polskie Teresa Chłapowska, Wydawnictwo „Nasza Księgarnia”, Warszawa 1978
- Lato Muminków (Farlig midsommar, 1954), tłumaczenie polskie Irena Szuch-Wyszomirska, Wydawnictwo „Nasza Księgarnia”, Warszawa 1967
- Zima Muminków (Trollvinter, 1957), tłumaczenie polskie Irena Szuch-Wyszomirska, Wydawnictwo „Nasza Księgarnia”, Warszawa 1969
- Opowiadania z Doliny Muminków (Det osynliga barnet, 1962), tłumaczenie polskie Irena Szuch-Wyszomirska, Wydawnictwo „Nasza Księgarnia”, Warszawa 1970
- Tatuś Muminka i morze (Pappan och havet, 1965), tłumaczenie polskie Teresa Chłapowska, Wydawnictwo „Nasza Księgarnia”, Warszawa 1977
- Dolina Muminków w listopadzie (Sent i november, 1970), tłumaczenie polskie Teresa Chłapowska, Wydawnictwo „Nasza Księgarnia”, Warszawa 1980

Komiksy o Muminkach ukazywały się w następującej kolejności:
- Mumintrollet och jordens undergång  (rok wydania oryginału: 1947/48), Muminek i koniec świata (powszechnie uznawane za część zerową, brak polskiego wydania)
- Mumintrollet  (1954/55), Rabusie (wydane w Polsce w albumie Muminki i Marsjanie, Egmont 2006), Muminek i zbójcy (EneDueRabe 2015, w albumie Muminki – tom 1)
- Muminfamiljen  (1955), Życie rodzinne (Wyspa Muminków, Egmont 2006), Muminek i życie rodzinne (EneDueRabe 2015, w albumie Muminki – tom 1)
- Mumin på Rivieran  (1955), Muminki na Riwierze (Muminki na Riwierze, Egmont 2006), Muminki na Riwierze (EneDueRabe 2015, w albumie Muminki – tom 1)
- Den ensliga ön  (1955), Wyspa Muminków (Wyspa Muminków, Egmont 2006), Muminki na bezludnej wyspie (EneDueRabe 2015, w albumie Muminki – tom 1)
- Den farliga vintern  (1955), Niebezpieczna zima (Nowy dom Muminka, Egmont 2005)
- Låtsaslek  (1956), Zabawa w udawanie (Zabawa w udawanie, Egmont 2006)
- Mumin bygger ett hus  (1956), Nowy dom Muminka (Nowy dom Muminka, Egmont 2006)
- Mumin börjar ett nytt liv  (1956), Nowe życie Muminków (Nowy dom Muminka, Egmont 2005)
- Mumin blir kär  (1956), Zakochany Muminek (Wyspa Muminków, Egmont 2006)
- Mumindalen blir djungel  (1956), Dżungla w Dolinie Muminków (Muminki i morze, Egmont 2005)
- Mumin och marsmänniskorna  (1957), Muminki i Marsjanie (Muminki i Marsjanie, Egmont 2006)
- Mumin och havet  (1957), Muminki i morze (Muminki i morze, Egmont 2005)
- Föreningsliv i Mumindalen  (1957), Związkowcy w Dolinie Muminków (Lampa Muminka, Egmont 2007)
- Mumintrollet i vilda västern (brak polskiego wydania)
- Snorkfröken i rokoko  (1958), Panna Migotka w dobie rokoko (Lampa Muminka, Egmont 2007)
- Mumin och medborgarkänslan (brak polskiego wydania)
- Mumin och kometen (brak polskiego wydania)
- Mumin och den gyllene svansen  (1958), Złoty ogon Muminka (Tatuś Muminka i szpiedzy, Egmont 2006)
- Muminvinter (brak polskiego wydania)
- Mumin till sjöss  (1959), Muminki zostają marynarzami (Muminki na Riwierze, Egmont 2006)
- Klåttdjurets frieri  (1959), Zaloty nieboraka (Zabawa w udawanie, Egmont 2006)

### Inne książki wydane w Polsce
- Książka o Mimbli, Muminku i Małej Mi – Co było potem? (Hur gick det sen, 1952), tłumaczenie Ewa Kozyra-Pawlak, EneDueRabe 2011.
- Kto pocieszy Maciupka? (Vem ska trösta Knyttet?, 1960), tłumaczenie Teresa Chłapowska, Nasza Księgarnia 1980.
- Niebezpieczna podróż (Den farliga resan, 1977), tłumaczenie Teresa Chłapowska, Nasza Księgarnia 1986.
- Kamienne pole (Stenåkern, 1984), tłumaczenie Teresa Chłapowska, Młodzieżowa Agencja Wydawnicza 1989.
- Podróż z małym bagażem, Wydawnictwo Waza 1994, wybór i przekład Teresa Chłapowska, zbiór 12 opowiadań wybranych z wydań szwedzkich: Lyssnerskan (1971), Resa med latt bagage (1989) i Rent spel (1989).
- Lato (Sommarboken, 1972), tłumaczenie Zygmunt Łanowski, Nasza Księgarnia 1980.
- Córka rzeźbiarza (Bildhuggarens dotter, 1968), zbiór opowiadań, tłumaczenie Teresa Chłapowska, wydawnictwo Słowo/Obraz/Terytoria 1999.
- Uczciwa oszustka (Den ärliga bedragaren, 1982), tłumaczenie Halina Thylwe, Nasza Księgarnia 2013
- Wiadomość (Meddelande, 1998), zbiór opowiadań, tłumaczenie Teresa Chłapowska, Justyna Czechowska, Marginesy 2015.
- Słoneczne miasto, zbiór składający się z dwóch opowiadań: Słoneczne miasto (Solstaden, 1974) i Kamienne pole (Stenåkern, 1984), tłumaczenie Teresa Chłapowska, Justyna Czechowska, Marginesy 2017
- Kobieta, która pożyczała wspomnienia, tłum. Justyna Czechowska, Wydawnictwo Czarne, Wołowiec 2023, ISBN 978-83-8191-773-5

## Odniesienie w kulturze
- Tove – film biograficzny z 2020.